# Loopz
Loopz è un videogioco di tipo rompicapo, originariamente progettato e sviluppato da Ian Upton per Atari ST nel 1989. Ian Upton in precedenza aveva lavorato per Audiogenic, che ha comprato i diritti esclusivi del gioco, e lo ha distribuito nel 1990 attraverso la Mindscape come gioco per computer.
La versione per Nintendo Entertainment System (sviluppata dai Bits Studios) e la versione per Game Boy (sviluppata da Argonaut Software) sono state distribuite nel 1990. Il videogioco ha avuto un sequel, Super Loopz, pubblicato da Imagineer per Super Nintendo e da Audiogenic per Commodore Amiga CD32. La Audiogenic ha pubblicato versioni del gioco originale per le piattaforme Acorn Electron, BBC Micro, ZX Spectrum, Amstrad CPC, Commodore 64, Atari ST, Commodore Amiga e IBM PC tra il 1990 e il 1991. Delle versioni per Apple Macintosh e Atari 800XL non sono mai state completate; un'altra versione per Atari Lynx, sviluppata da Hand Made Software, è stata messa in commercio solo nel 2004 dalla Songbird Productions.
Lo schermo di gioco è occupato principalmente da uno sfondo vuoto e quadrettato, nel quale il giocatore deve inserire dei pezzi di forma differente che gli vengono via via proposti, facendoli incastrare tra loro. Le forme proposte possono essere delle combinazioni di quadretti, contenenti ognuno una linea diritta o un angolo di 90°. L'obiettivo del gioco è quello di costruire delle linee chiuse: appena una linea viene chiusa, tutti i pezzi che la compongono scompaiono e lo spazio da loro occupato viene liberato.
Esistono tre differenti modalità di gioco: due di esse possono essere giocate da due giocatori. La terza modalità fornisce una linea chiusa già completa a cui vengono tolti dei pezzi a caso, e il giocatore deve rimetterli a posto.
La cover art ricorda la copertina dell'album Dark Side of the Moon dei Pink Floyd.